# Filmåret 1901

## Årets filmer

### A - G
- Barbe-bleue
- Brahmanen och fjärilen (Le brahmane et le papillon)
- Fire!

### H - N
- L'homme à la tête en caoutchouc

### O - U
- Quo Vadis?
- Un duel abracadabrant

### V - Ö
- What Happened on Twenty-third Street, New York City[1]

## Födda
- 17 januari – Herbert Grevenius, svensk dramatiker, manusförfattare och journalist.
- 20 januari – Alf Östlund, svensk skådespelare och manusförfattare.
- 28 januari – Margareta Bergman, svensk skådespelare.
- 1 februari – Clark Gable, amerikansk filmskådespelare.
- 25 februari – Zeppo Marx, amerikansk komiker, en av Bröderna Marx.
- 17 mars – Margit Rosengren, svensk operettsångerska (sopran), skådespelare.
- 5 april – Melvyn Douglas, amerikansk skådespelare.
- 20 april – Svea Holst, svensk skådespelare.
- 29 april – Kathrine Aurell, svensk-norsk författare och manusförfattare.
- 5 maj – Fritiof Billquist, svensk skådespelare och författare.
- 7 maj – Gary Cooper, amerikansk skådespelare.
- 12 maj – Märta Arbin, svensk skådespelare.
- 25 maj – Bellan Roos, svensk skådespelare.
- 29 maj – Inga Tidblad, svensk skådespelare.
- 18 juni – Jeanette MacDonald, amerikansk sångerska och skådespelare.
- 29 juni – Nelson Eddy, amerikansk sångare och skådespelare.
- 5 juli – Gustaf Hiort af Ornäs, svensk skådespelare och sångare.
- 25 juli – Oscar Rosander, svensk filmklippare, kortfilmsregissör och statistskådespelare.
- 28 juli – Rudy Vallée, amerikansk sångare, saxofonist, orkesterledare och skådespelare.
- 29 juli – Magnus Kesster, svensk skådespelare.
- 27 augusti – Ivar Wahlgren, svensk skådespelare och sångare.
- 28 augusti – Hilding Gavle, svensk skådespelare.
- 3 september – Bullan Weijden, svensk skådespelare och sångerska.
- 19 september – Alvar Kraft, svensk kompositör, arrangör av filmmusik.
- 26 september
  - Arthur Hilton, svensk operadirektör och skådespelare.
  - Lilly Kjellström, svensk skådespelare.
- 5 december – Walt Disney, amerikansk filmproducent.
- 27 december – Marlene Dietrich, tysk-amerikansk skådespelare och sångerska.

### Fotnoter
1. ↑  IMDB, läst 29 februari 2012